# Winter Moon (album)
Pour les articles homonymes, voir Winter Moon.
Albums de Art Pepper
Straight Life
(1979) One September Afternoon
Winter Moon est un album d'Art Pepper.

## L'album
Avec cet album, Art Pepper signe l'un des plus beaux disques de jazz avec cordes.
Il y joue deux de ses propres compositions : Our Song et That's Love, ainsi que des reprises de Van Heusen/Burke (Here's That Rainy Day), Hoagy Carmichael (Winter Moon), Koehler/Arlen (When The Sun Comes Out), Arlen/Mercer (Blues in the Night), Lawrence/Desautels (The Prisoner (Love Theme From "The Eyes Of Laura Mars")) et Kern/Hammerstein (Ol' Man River).
Les titres 8, 9 et 10 n'étaient pas sur le LP original.

## Titres
- 01. Our Song 5:33
- 02. Here's That Rainy Day 5:22
- 03. That's Love 4:53
- 04. Winter Moon 5:33
- 05. When The Sun Comes Out 5:49
- 06. Blues in the Night 5:49
- 07. The Prisoner (Love Theme From "The Eyes Of Laura Mars") 6:48
- 08. Our Song (Alternate) 5:34
- 09. The Prisoner (Love Theme From "The Eyes Of Laura Mars") (Alternate) 4:58
- 10. Ol' Man River 6:13

## Personnel
- Art Pepper (as), Stanley Cowell (p), Howard Roberts (g), Cecil McBee (b), Carl Burnett (d).
- Nate Rubin (premier violon), John Tenney, Greg Mazmanian, Patrice Anderson, Clifton Foster, Dan Smiley, Audrey DeSilva et Elisabeth Gibson ou Stephen Gehl et Emily Van Valkenburgh (v), Sharon O'Connor et Mary Ann Meredith ou Terry Adams (vlc).

## Dates et lieux
- Fantasy Studios, Berkeley,  Californie, 3 septembre 1980 & 4 septembre 1980

## CD références
- 2001 Galaxy Records - OJC20 677-2